# 45 (Shinedown)
45 è un singolo del gruppo musicale statunitense Shinedown, pubblicato nel 2003 ed estratto dall'album Leave a Whisper.

## Tracce
- CD

1. 45 - 4:09